# Manuel de Faria e Sousa
Manuel de Faria e Sousa o Manuel Farías y Sosa (Pombeiro, 18 de marzo de 1590-Madrid, 3 de junio de 1649) fue un escritor, poeta, crítico, historiador, filólogo y moralista portugués. Sus obras fueron casi todas escritas en castellano.

## Biografía
Nacido en Quinta da Caravela en una ilustre familia como él mismo informa en unas notas en Nobiliário do Conde D. Pedro, , "los Farías habrían tenido un origen en Fernandes Pires de Faria, el Capitán General de Miranda, en tiempos de Alfonso III de Portugal y con toda seguridad, un hijo, suyo Nuno Gonçalves de Faria. A éste sucedió un segundo hijo, Álvares Gonçalves de Faria, que se casó con una Maria de Sousa, que fue el padre de João Álvares de Faria , combatiente de Aljubarrota, a quien menciona Fernão  Lopes. Casado este último con la hija de un ciudadano de Lisboa, con la que tuvo por lo menos dos hijos, Álvaro de Faria (comendador de Avis) y Afonso Anes de Faria". Este fue el antepasado de Estácio de Faria, que "sirvió en los conflictos armados con el gobernador de la India Diogo Lopes de Sequeira, asumió el cargo en la hacienda en Brasil, se supo en letras, "y gastó más que juntó", tuvo hijos con dos mujeres. De una  Francisca Ribeira, do Couto de Pombeiro tuvo a Luisa de Faria, la madre de Amador Pires de Eiró, de Quinta da Caravela "y maestro de sus hijos", de Manuel de Faria e Sousa.
Estudió en los seminarios de Braga la carrera eclesiástica, pero terminó rechazando ese camino, y casándose con Catalina Machado, "hija de Pedro Machado, contador de  la Cancillería de Oporto, y Catarina Lopes de Herrera, que la declaran enterradada en la Catedral de esa ciudad, y tuvo entre otros hijos a Pedro de Faria e Sousa, capitán de infantería española, que en Madrid se casó con Luisa de Narváez ". Su hijo después de la muerte de su padre en Madrid, viajó a Portugal, donde "fue muy bien recibido por el rey Juan IV de Portugal, y se convirtió en el preparador para la publicación de gran parte de la enorme cantidad de polígrafos no publicados.
A los catorce años entró al servicio de un amigo de su padre, D. Gonçalo de Morais, obispo de Oporto, asistió a la Escuela Episcopal, donde estudió Historia, Arte, Literatura, etc. Allí escribió poemas que fueron admirados y entró en relación con los principales protagonistas de la época. En 1618 muere su mecenas, él tiene 27 años, y tienen que volver a Pombeiro, desempleado, con su esposa y dos hijos. 
Pero solo un año después encuentra un nuevo protector, y parte a Madrid con la función de secretario particular del conde de Muge, Pedro Álvares Pereira, secretario de Estado de Felipe II de Portugal. Rápidamente aprende el castellano, y pasados tres años, publica poesía en este idioma, que se convierte en su lengua de preferencia. 
A la muerte de su nuevo patrocinador, D. Manuel ya gozaba de gran renombre. Llegó a ser Secretario de Estado del Reino de Portugal, cargo que ocupó en Lisboa, y después secretario de la Embajada de Portugal en Roma. 
Sus restos fueron trasladados al Monasterio de Pombeiro en 1660, donde se encuentran bajo una losa, a la derecha del altar mayor.

## Autor

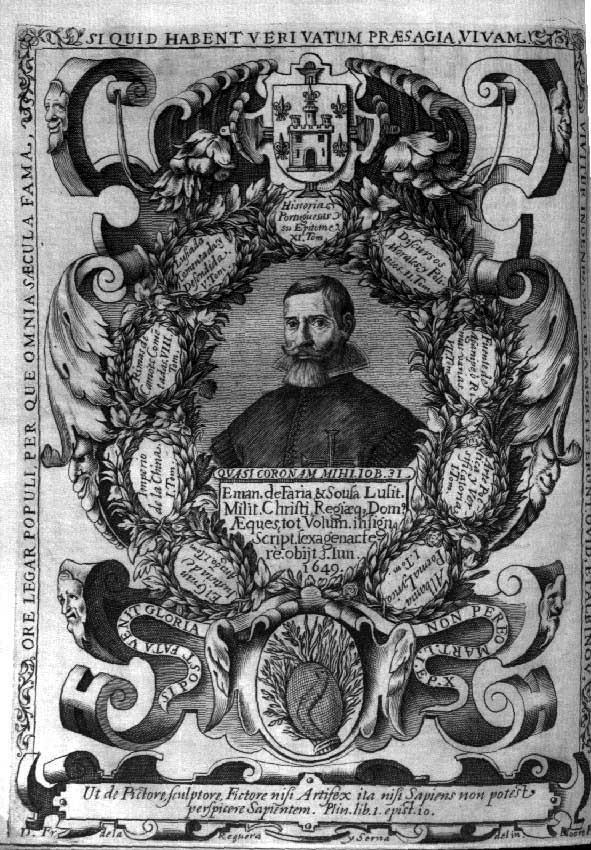
Grabado de Juan de Noort según Francisco Gómez de la Reguera para la obra de Francisco Moreno Porcel, Retrato de Manuel de Faria y Sousa, Madrid, Diego Díaz de la Carrera, 1650.

Era "uno de los hombres más eruditos de su siglo, gozando por aquellos tiempos de  una muy alta reputación literaria que, lejos de permanecer intacta, se redujo considerablemente con el paso de los años, y con el progreso del gusto y de estudios críticos", dice Inocencio Francisco da Silva. Los juicios negativos están ahora  bien estudiados por algunos eruditos portugueses Jorge de Sena, José Hermano Saraiva, y  Esther de Lemos, quien a pesar de no negar ciertas irregularidades y  fantasías de Faria, no niegan su gran autoridad y conocimiento profundo de Camões. 
D. Manuel de Faria e Sousa, a pesar de escribir casi todo en castellano, escribió parte de su obra  en relación con Portugal. Una elección de la lengua se debe al hecho de que durante la mayor parte de su vida  Portugal formó parte del Reino de España, y la lengua del castellano estaba mucho más extendida en Europa que la portuguesa: para dar a conocer las hazañas de los portugueses, e incluso el gran trabajo de «su poeta Camões» , entendió acertadamente que era la mejor solución.. 
Su obras, junto con su propia poesía, gira  casi toda en torno a los descubrimientos portugueses y la figura de Camões. 
A él le debemos el primer estudio que describe la vida y obra del gran poeta. Para conferir el status de Camões que hoy le reconocemos, Faria e Sousa tuvo que investigar para vencer los puntos de vista y opiniones de la época que criticaban la estructura, la calidad y la inspiración de Os Lusíadas. 
El mayor elogio a Faria y Sousa, como crítico literario, es de Lope de Vega, " así como Luiz de Camoens es el príncipe de los poetas que escribieron en lengua vulgar, lo es Manuel Faria de los comentadores en todas las lenguas".

## Obras

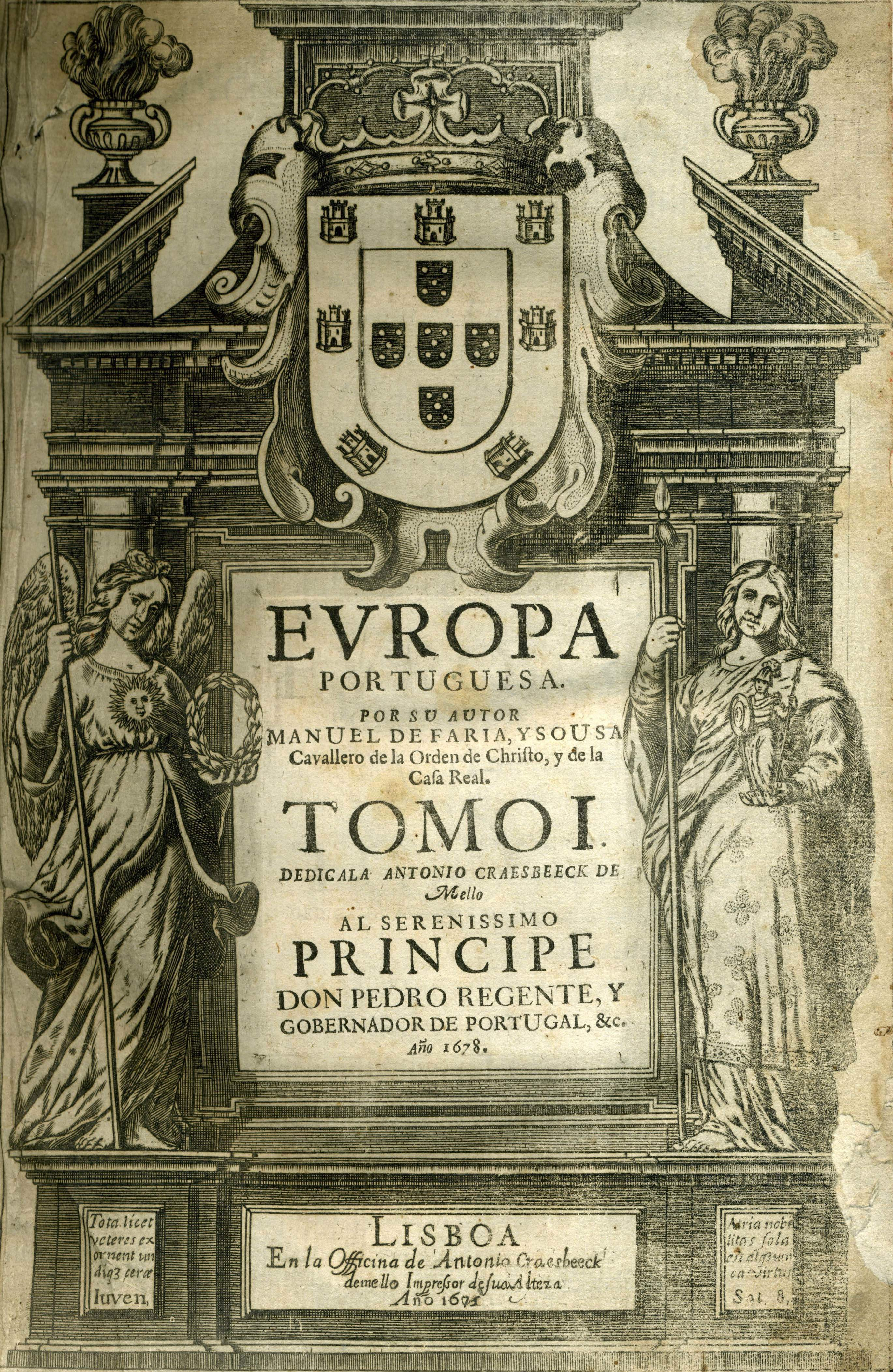
Frontispicio de Europa Portuguesa, 1678

- Muerte de Jesús y llanto de María. Madrid, 1623
- Fabula de Narciso e Echo. Lisboa, 1623. En portugués
- Divinas e humanas flores. Madrid, por Diego Flamenco 1624
- Noches claras. Madrid, por Diego Flamenco 1624
- Fuente de  Aganipe y Rimas varias. Madrid por Sánchez 1644, y 1646.
- Poemas en portugués y castellano. En siete partes:

1. 600 sonetos
2. 12 poemas em outava rythma, silvas e sextinas[2]
3. canciones, odas, madrigales, sextinas y tercetos
4. 20 églogas
5. redondillas, glosas, cantos, décimas, novelas y epigramas
6. "Musa nueva" con sonetos, octavas, tercetos, cantos, etc. reducidos a versos octosílabos
7. Engenho de acrostichos, ecos, etc.

Todas estas siete partes están precedidas por discursos llenos de erudición sobre los tipos de poesía que cada una comprende.
- Epithalamio de los casamientos de los señores Marqueses de Molina. Zaragoza, 1624
- Epítome de las historias portuguesas. Madrid por Francisco Martínez 1628

La misma obra que el autor a repasado  y ampliado con el título Europa portuguesa.
- Escorial por Jacobum Gibbes Anglum. Madrid, 1658. Traducción castellana de una descripción de Escorial en latínn.
- Lusiadas de Luis de Camoens, príncipe de los poetas de España. Comentadas. Madrid, por Juan Sánchez, 1639.[3]

Dijo Faria, que comenzó este trabajo en 1614, y consumió  veinticinco años, examinando más de mil autores, y entre estos a trescientos italianos. A pesar de los aplausos con que la obra fue recibida, algunos enemigos de Faria (entre ellos D. Agostinho Manuel de Vasconcelos, estimulado en su contra por razones de disputas literarias) se informó a la Inquisición de Castilla, acusando a ciertos lugares de la obra de poco católicos, y exigiendo su condena. Dado que, sin embargo, no se atendideron sus quejas, D. Agustín volvió a la Inquisición de Lisboa, y con Manuel de Galhegos Manuel Manuel Pires de Almeida,  también enemigos de  Faria, juntos presentaron una renovación de  las acusaciones . Después de examinar los coimentarios, lo que en ellos se plantean prohibiciones de principio de  impuzera. Manuel de Faria fue llamado a responder a las acusaciones,  en quince días, según él afirmó, hizo una edición bajo el título:
- Información a favor de Manuel de Faria e Sousa, etc, 1640
- Peregrino instrucciones
- Imperio de la China e cultura evangélica, etc.
- Nenia: un poema acróstico a la reyna de España D. Isabel de Borbón. Madrid, 1644
- Nobiliario del Conde de Barcellos D. Pedro, hijo del rey D. Dionis de Portugal, traducido , etc Madrid, 1646

### Ediciones póstumas
- El granjusticia de Aragón Don Martín Baptista de Lanuza. Madrid, 1650
- Asia Portuguesa. 3 tomos:

1. Lisboa, Henrique Valente de Oliveira, 1666: Historia de la India desde su descubrimiento hasta el año 1538.
2. Lisboa, Antonio Craesbeeck de Mello, 1674: Historia de la India, 1538-1581
3. Lisboa, ibid, 1675: Historia de la India durante el dominio castellano (1581-1640).

- Europa Portuguesa. 3 tomos:

1. Lisboa, Antonio Craesbeeck de Mello, 1678: El diluvio universal a Portugal con el rey mismo.
2. Lisboa, Ibid, 1679: Gobierno del conde D. Henry para poner fin al reinado del Rey Juan III.
3. Lisboa, Ibid, 1680: El Rey Sebastián por Felipe III de Portugal.

- África portuguesa. Lisboa, Antonio Craesbeeck de Mello, 1681: Historia desde las conquistas del rey Juan I en el año 1562.
- Rimas varias de Luis de Camoens, etc. comentadas. Lisboa Theotonio Damaso de Mello, 1685.